# مهدي غورباني
مهدي غورباني (مواليد 12 يناير 1988) هو ملاكم إيراني، مثّل بلاده في الألعاب الأولمبية الصيفية 2008.

## روابط خارجية
مهدي غورباني على موقع أوليمبيديا (الإنجليزية)